# Ngô Quảng
Ngô Quảng (吴广, ?-208 TCN), tự Thúc (叔), là thủ lĩnh khởi nghĩa nông dân cuối thời nhà Tần trong lịch sử Trung Quốc. Ông là người trợ giúp đắc lực cho Trần Thắng châm ngòi cho cuộc chiến chống lại sự cai trị của nhà Tần, cuối cùng làm cho nhà Tần sụp đổ.

## Tạo điềm trời
Ngô Quảng người Dương Hạ, tên chữ là Thúc.
Tháng bảy, năm thứ nhất đời Nhị Thế (năm 209 trước công nguyên), 900 người bình dân các làng được đưa đi đồn thú ở Ngũ Dương, đóng lại ở làng Đại Trạch. Ngô Quảng cùng Trần Thắng đều thuộc vào danh sách phải đi và làm đồn trưởng. Gặp mua to, đường bị nghẽn, tính biết đã quá kỳ hạn. Nếu quá kỳ hạn thì theo pháp luật là đều bị chém. Trần Thắng, Ngô Quảng bàn nhau:
Nay nếu chúng ta trốn thì chết mà mưu việc lớn cũng chết. Cũng một cái chết cả, vậy chết cho nước có nên không?
Trần Thắng nói:
Thiên hạ khổ vì nhà Tần đã lâu rồi! Tôi nghe nói Nhị Thế là con thứ không đáng được lập làm vua, người đáng được lập là công tử Phù Tô. Phù Tô vì hay can ngă nên vua sai đi cầm quân ở ngoài. Nay nghe phong thanh ông ta vô tội mà bị Nhị Thế giết. Trăm họ nhiều người nghe nói ông ta hiền, chưa biết ông ta chết. Hạng Yên làm tướng nước Sở, lập được nhiều công, yêu sĩ tốt, người sở đều thương. Có người nói ông ta chết, có người nói ông ta bỏ trốn. Nay nếu chúng ta giả xưng là công tử Phù Tô, Hạng Yên, đứng lên hiệu triệu thiên hạ thì chắc nhiều người hưởng ứng.
Ngô Quảng cho là phải. Bèn đi bói. Người bói biết ý, nói:
Mọi việc của túc hạ đều thành, sẽ nên việc hết. Nhưng túc hạ thử "bói quỷ" xem sao.
Trần Thắng, Ngô Quảng mừng lắm, nghĩ đến chuyện "bói quỷ" nói:
Đấy, ông áy bảo ta trước tiên phải mượn quỷ thần ra uy với dân chúng đấy!
Thắng bèn lấy son viết lên lụa trắng mấy chữ "Trần Thắng vương" bỏ vào bụng con cá. Có người đánh được cá. Quân lính mua cá mổ ra thấy thư ở trong bụng cá cho là quái lạ.
Ngô Quảng lại theo lời Trần Thắng, đến nơi đền, cây cối um tùm, thắp ngọn đèn lồng giả làm tiếng cáo: 
"Đại Sở hưng! Trần Thắng vương!"
Quân lính ban đêm kinh sợ. Đến sáng họ kháo nhau, đưa mắt chỉ cho nhau biết Trần Thắng.

## Kích động binh lính
Sau khi tạo được lòng tin của mọi người vào điềm trời với Trần Thắng, ông cùng Trần Thắng tính việc khởi binh.
Ngô Quảng tính yêu người, sĩ tốt nhiều người theo giúp ông. Nhân lúc viên úy say rượu, Ngô Quảng có ý mấy lần nói mình muốn bỏ trốn để cho y nổi giận, mắng nhiếc mình làm cho quân lính phẫn uất. Viên úy nhiên lấy roi đánh Quảng, rồi tuốt kiếm. Ngô Quảng đứng dậy, nhanh tay giật lấy thanh kiếm và giết chết viên úy. Cùng lúc đó Trần Thắng giúp ông giết hai viên úy. Trần Thắng bèn ra lệnh cho những người đi thú:
Các ông gặp mưa, đều đã sai kỳ hạn. Sai kỳ hạn đều bị tội chém. Dù có khỏi bị chém đi nữa, thì trong số mười người đi thú cũng chết mất sáu, bảy. Vả chăng, kẻ tráng sĩ không chết thì thôi, chứ đã chết thì phải mưu việc lớn, vương, hầu, tướng quân, thừa tướng, há phải có dòng dõi mới làm nên sao!
Những người đi theo đều nói xin vâng lệnh.
Thắng bèn nói dối là công tử Phù Tô, Hạng Yên để theo ý muốn của dân. Tất cả vén tay áo bên phải lên xưng "Đại Sở", lập đàn thề, lấy đầu viên úy để tế. Trần Thắng tự lập làm tướng quân, Ngô Quảng làm đô úy.

## Giả vương
Thắng đánh làng Đại Trạch, lấy được Đại Trạch rồi đánh đất Kỳ, lấy được Kỳ. Thắng bèn sai Cát Anh, người ấp Phù Ly đem binh chiêu hàng phía đông đất Kỳ, đánh đất Tràn, Toản, Khổ, Giá, Tiều, đều lấy được tất cả. Khi đến đất Trần, thì đã có sáu, bảy trăm cỗ xe, hơn ngàn kỵ binh, quân lính mấy vạn người.
Nghe theo lời các bô lão, Trần Thắng bèn tự lập làm vương. Sử gọi là chính quyền Trương Sở (张楚政权).
Trong lúc bấy giờ, các quận huyện cực khổ vì quan lại nhà Tần, nên đều phơi bày tội trạng bọn quan cầm đầu ở đấy, giết họ để hưởng ứng Trần Thiệp. Trần Thiệp bèn cho Ngô Thúc thành Giả vương (假王) giám đốc các tướng Điền Tang (田臧), Lý Quy (李歸), đem binh về hướng tây đánh Huỳnh Dương. Đồng thời, nhiều cánh quân khác cũng được cử đi chinh phục các nơi.

## Bất đồng quan điểm
Ngô Quảng vây Huỳnh Dương lâu ngày. Lý Do làm thái thú quận Tam Xuyên giữ Huỳnh Dương, Ngô Thúc đánh không lấy được thành.
Trong lúc đó, một cánh quân lớn của Trương Sở khác do Chu Văn (周文) chỉ huy tiến vào Quan Trung, bị tướng Tần là Chương Hàm đánh bại. Quân Sở thua chết gần hết, Chu Văn tự vẫn.
Phía đông, các thủ hạ của Trần Thắng như Vũ Thần, Hàn Quảng, Chu Thị đều lần lượt ly khai để xưng vương hoặc tái lập các nước chư hầu cũ mà không theo mệnh lệnh của Trần Thắng và cũng không hợp tác với Trương Sở để đánh Tần. Vì vậy, quân Sở phải một mình đương đầu với quân Tần.
Đại quân Chương Hàm 30 vạn người vừa thắng trận sắp kéo tới mà thành Huỳnh Dương chưa hạ được. Tướng Điền Tang muốn chia bớt quân ra đón Chương Hàm nhưng Ngô Quảng không nghe.
Bọn tướng quân Điền Tang bàn với nhau:
Quân của Chu Văn đã bị phá rồi, quân Tần nay mai sẽ đến, chúng ta vây thành Huỳnh Dương không lấy được, nếu quân Tần đến thì thua to. Chi bằng ta để lại ít binh đủ để giữ Huỳnh Dương thôi, còn đem tất cả tinh binh ra đón đánh quân Tần. Nay Giả vương kiêu ngạo, không biết binh quyền, ta không thể cùng mưu toan với ông ta được, nếu không giết ông ta thì nhất định hỏng việc.
Họ bèn giả mệnh lệnh của Trần vương giết chết ông và đem đầu dâng cho Trần vương. Trần vương sai sứ cấp cho Điền Tang ấn tín làm lệnh doãn nước Sở, cho Tang làm thượng tướng. Điền Tang bèn sai các tướng là bọn Lý Quy giữ thành Huỳnh Dương, còn mình đem quân tinh nhuệ đi về hứong tây đón đánh quân Tần ở Ngao Thương. Hai bên giao chiến. Điền Tang chết, quân bị phá vỡ. Chương Hàm đem quân đánh bọn Lý Quy ở dưới chân thành Huỳnh Dương phá quân Lý Quy. Bọn Lý Quy chết.
Không lâu sau khi Ngô Quảng chết, Trần Thắng cũng thất bại dưới tay quân Tần và cũng bị thủ hạ sát hại.
Tuy Ngô Quảng và Trần Thắng đã chết trong cuộc chiến chống Tần, nhưng không lâu sau, phong trào do hai ông phát động sau này đã làm nhà Tần tàn bạo sụp đổ (206 TCN), cũng bởi quân nước Sở mà hai ông gây dựng.